# Камелотія
Камелотія (Camelotia borealis) — завропод із родини меланорозаврів (Melanorosauridae). Назва походить від замку Камелот, який мав би знаходитися поблизу місця знахідки решток цього динозавра.
Жив у пізньому тріасі (прибл. 209—205 млн років тому) на території сучасної Європи. Завдовжки був близько 9 м, заввишки — близько 2 м, завважував близько 1 т. Рештки знайдено в Англії (в графстві Сомерсет).